# François III. Bouchard d’Aubeterre
François III. Bouchard (* um 1522; † 1573), Seigneur d’Aubeterre, Seigneur de Saint-Martin-de-la-Coudre in der Saintonge, war ein französischer protestantischer Adliger aus der Familie Bouchard d’Aubeterre, der ein Jahr nach dem Bartholomäus-Massaker in seinem Bett ermordet wurde. Er gehörte zu den Organisatoren der Verschwörung von Amboise und ging nach deren Scheitern ins Exil nach Genf, wo er als Knopfmacher lebte; er wurde von Brantôme verunglimpft und von François Viète in seinen Mémoires de la vie de Jean de Parthenay-Larchevêque erwähnt.

## Leben
François war der Sohn von François II. Bouchard, Seigneur d’Aubeterre, und Isabelle de Saint-Seine. Somit war er der Bruder von Antoinette d’Aubeterre, Schwager von Jean V. de Parthenay und Onkel von Catherine de Parthenay.
Ab 1553 stand er in Korrespondenz mit Calvin. Nach der Verschwörung von Amboise im Jahr 1560 gründete er die Kirche von Aubeterre-sur-Dronne. Er wurde gefangen genommen und zum Tode verurteilt, verdankte Brantôme zufolge sein Leben dem Eingreifen von Jacques d’Albon, dem Marschall von Saint-André – allerdings wurden seine Güter mit Unterstützung der Guise zugunsten des Marschalls beschlagnahmt.
Als François Bouchard 1563 die Briefe Condés erhielt, in denen die Protestanten im Ersten Hugenottenkrieg zu den Waffen gerufen wurden, schloss er sich den in Saint-Jean-d’Angély versammelten protestantischen Fürsten an. Dort wurde er zum Kommandeur der Truppen aus der Saintonge gewählt. Er wurde mit der Verteidigung von Tours beauftragt, zog sich dann aber nach Poitiers zurück.
Saint-Martin-de-La-Coudre, wie sich François Bouchard nannte, ging ins Exil nach Genf, wo er, wie Brantôme berichtete, „Knopfmacher, sehr arm und elend war“. Nach dem Tod seines Vaters François II. Bouchard kehrte er in seine Heimat zurück.
Während des Zweiten Hugenottenkriegs (1567/68) befand sich Bouchard in Confolens und schloss sich dann in Pont-sur-Yonne der Armee Condés an. Im Dritten Hugenottenkrieg wurden zwei Briefe an ihn gerichtet, einer von Condé am 22. Oktober 1568, der andere von Heinrich von Navarra am 2. November, in denen ihm befohlen wurde, die Münzen des Königs und des Klerus zu beschlagnahmen, die Taille zu erheben und die unter der feindlichen Flagge angeworbenen Papisten mit einer Abgabe von 18.000 Livres zu belegen.
Mit Beschluss vom 6. April 1569 erließ das Parlement von Bordeaux ein Todesurteil gegen ihn und die anderen protestantischen Führer der Regionen Guyenne, Aunis und Saintonge.
Laut Aubigné wurde er 1573 von einem katholischen Anführer in seinem Bett ermordet. Der Mörder, Clousi oder Cluseau, wurde von dem späteren Heinrich IV. mit großer Mühe nach Saint-Jean-d’Angély gebracht, da die Menge ihn in Stücke reißen wollte.

## Ehe und Familie
Er heiratete 1548 in erster Ehe Françoise Gentil, die Tochter von André Gentil, Seigneur de Bardines, 1566 heiratete er in Genf in zweiter Ehe Gabrielle Laurensanne, die aus einer Schweizer Familie stammte.
Er hatte einen in Genf geborenen Sohn, David, der beim Tod seines Vaters zehn Jahre alt war, nach Frankreich zurückkehrte, dem Protestantismus abschwor, mit Renée de Bourdeilles eine Nichte Brantômes heiratete, die Burg Aubeterre zurückerhielt und sich in den Dienst der Katholischen Liga, des Herzogs von Mayenne und später Heinrichs IV. stellte; dessen Tochter Hyppolyte, die Erbin dieses Bouchard-Zweigs, brachte die Vogtei Aubeterre an die Familie Esparbès de Lussan, als sie 1597 den späteren Marschall François d’Esparbès de Lussan heiratete. Ein zweiter Sohn, Jean, wurde während der Unruhen getötet; ein dritter, Charles, trat in einen Orden ein, sein jüngster Sohn, Louis, wurde 1607 Herr von Monbazillac.